# تیگر ۲
پانتسرکمپف‌واگن ۶ آوسف. ب (به آلمانی: Panzerkampfwagen VI Ausf. B) معروف به تایگر ۲ (به آلمانی: Tiger II)، یک تانک سنگین آلمانی در دوره رایش سوم بود که در جنگ جهانی دوم به کار گرفته شد. حدود ۴۹۰ دستگاه از این تانک تولید شد. این تانک دنباله‌ای بر تانک تایگر ۱ بود. هر چند که این تانک جزو یکی از موثرترین تانک‌های جنگ جهانی دوم شناخته می‌شود اما عواملی مانند دیر عرضه شدن آن، موتوری غیرقابل اطمینان با خروجی قدرت نامتناسب با وزن، سختی و گرانی تولید، هیچ وقت نتوانست انتظارات سازندگان و فرماندهان را مانند تایگر ۱ برآورده کند.

## طراحی و تولید

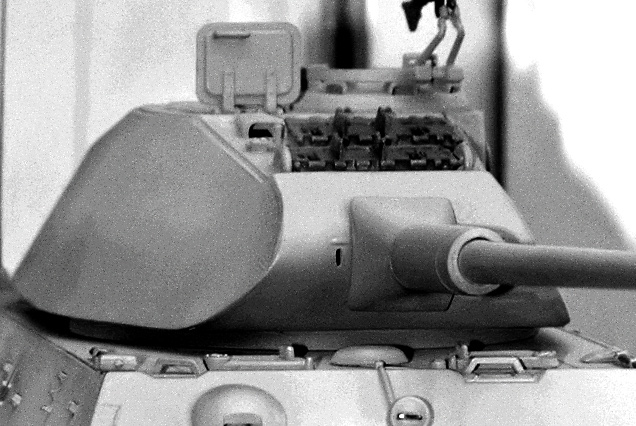
یک مدل از برجک اولیه تایگر II

برنامه‌های توسعه و پیشبرد طراحی یک تانک سنگین دست کم از سال ۱۹۳۷ آغاز شده بود و قرارداد آغازین توسعه این تانک سنگین به شرکت هنشل واگذار شد. یک قرارداد توسعه دیگر نیز در سال ۱۹۳۹ به شرکت پورشه اعطا گردید. نمونه‌های اولیه این تانک سنگین از برجک‌های طراحی و ساخته شده توسط کروپ استفاده می‌کردند. تفاوت‌های عمده این نسخه‌های آزمایشی در بدنه تانک، سیستم تعلیق، جعبه دنده و ویژگی‌های مکانیکی بود.
بدنه طراحی شده توسط هنشل یک طراحی مرسوم بدنه تانک حساب می‌شد که از زره شیب‌دار بهره می‌برد. موتور تانک در عقب قرار داشت و در هر طرف تانک ۹ چرخ فولادی با قطر ۸۰ سانتی‌متر وجود داشتند که بر روی هم سوار می‌شدند. تانک دارای سیستم تعلیق میله پیچشی بود. توپ قدرتمند KwK 43 L/71 با ۷۲ گلوله در کنار یک مسلسل هم‌محور ام‌گه ۳۴ در برجک این تانک نصب گشت. یک مسلسل دیگر در جایگاه توپی در جلوی بدنه جهت استفاده توسط بیسیم‌چی قرار داشت.
طراحی پورشه یک طراحی نامرسوم با برجک تانک در عقب و موتور در وسط بدنه بود. در نهایت طراحی‌های هنشل برای تولید انبوه انتخاب شدند.

## کاربردهای دیگر
از شاسی تایگر ۲ برای زره‌پوش ضدتانک سنگین یاگت‌تایگر استفاده شد.

## تاریخچه عملیاتی

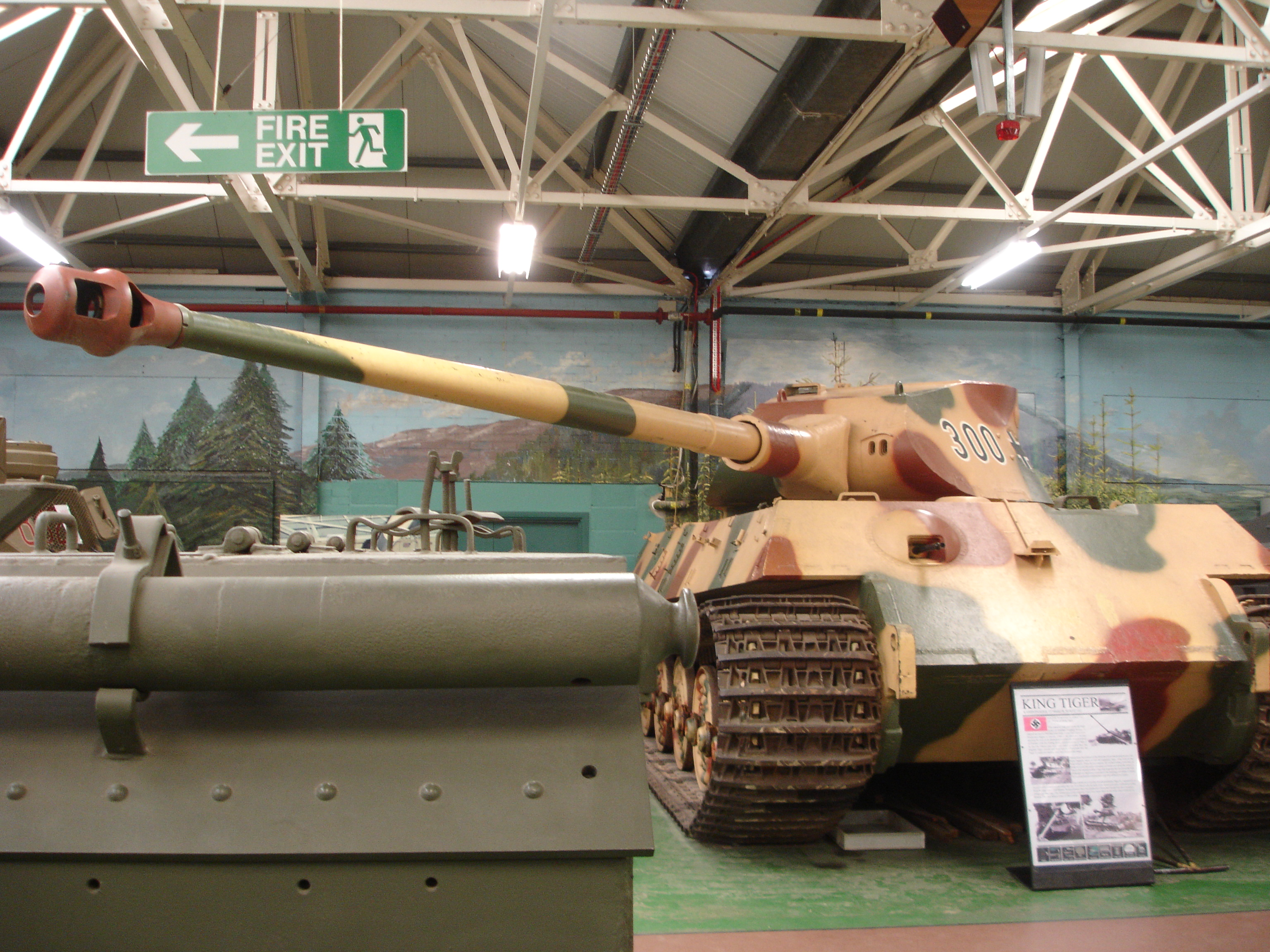
تیگر ۲

تایگر ۲ در گردان‌های مستقل تانک‌های سنگین استفاده می‌شدند. این گردان‌ها در نیروهای زرهی ورماخت و وافن اس اس قرار داشتند. در ورماخت گردان‌های تانک سنگین ۵۰۱ و ۵۰۲ و ۵۰۳ و ۵۰۴ و ۵۰۵ و ۵۰۶ و ۵۰۷ و ۵۰۸ و ۵۰۹ و ۵۱۰ و ۵۱۱ و در وافن اس اس گردان‌های تانک سنگین ۱۰۱ و ۱۰۲ و ۱۰۳ تیگر۲ را دریافت کردند.
تایگر ۲ برای نخستین بار در جبهه غربی و توسط گروهان ۱ گردان ۵۰۳ تانک‌های سنگین در نبرد نرماندی استفاده شد که ۲دستگاه از آنها در طول نبرد از بین رفتند و یکی از تانک‌های فرماندهی هم پس از افتادن در یک گودال غیرقابل بازیابی بود. در جبهه شرقی نیز برای نخستین بار گردان ۵۰۱ تانک‌های سنگین از تیگر ۲ در اوت سال ۱۹۴۴ استفاده کرد.

## نگارخانه

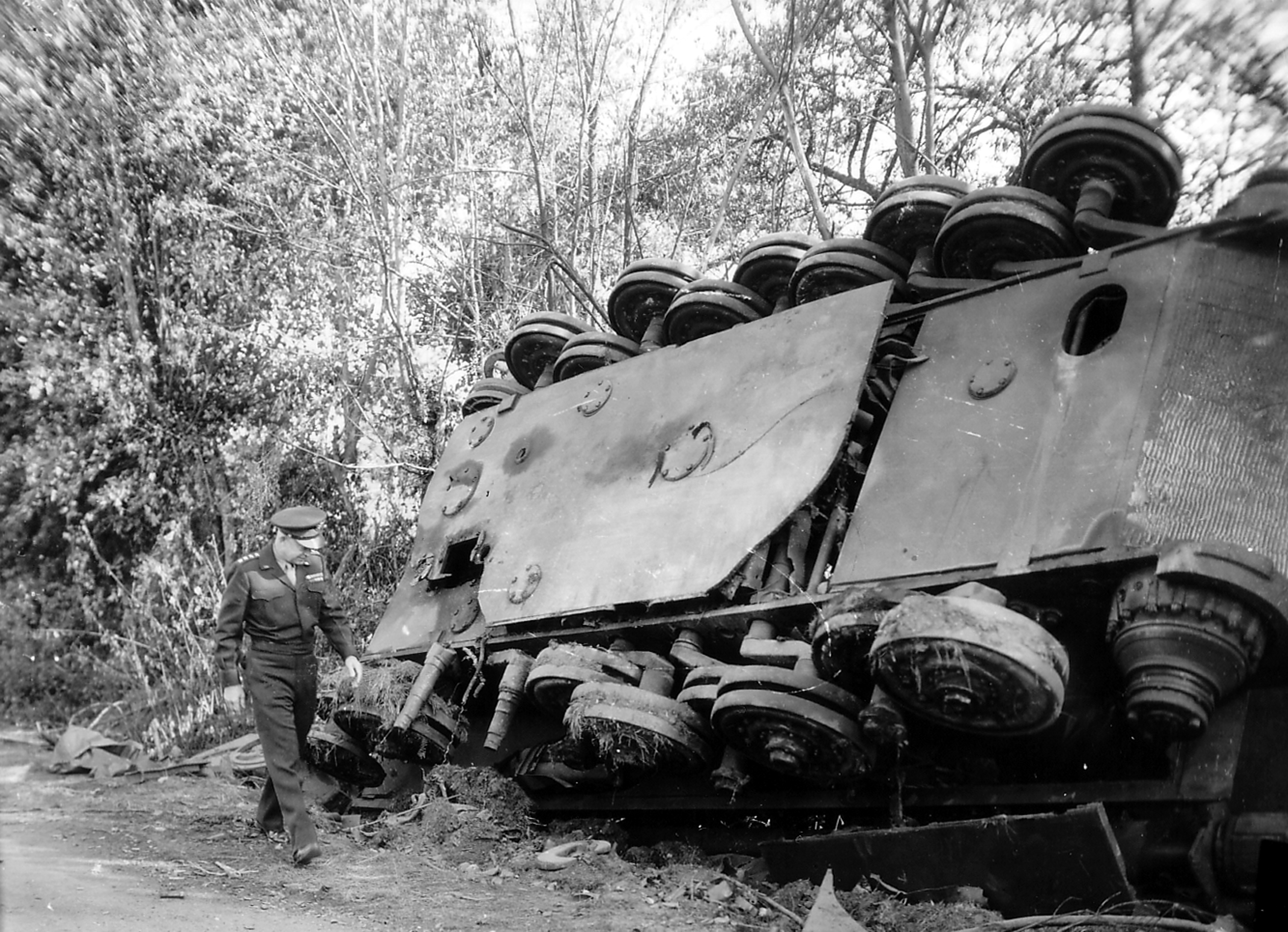
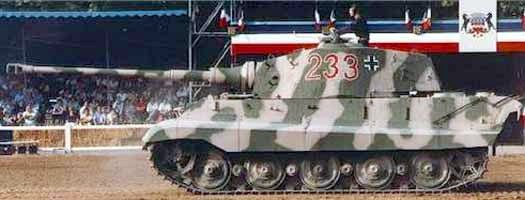
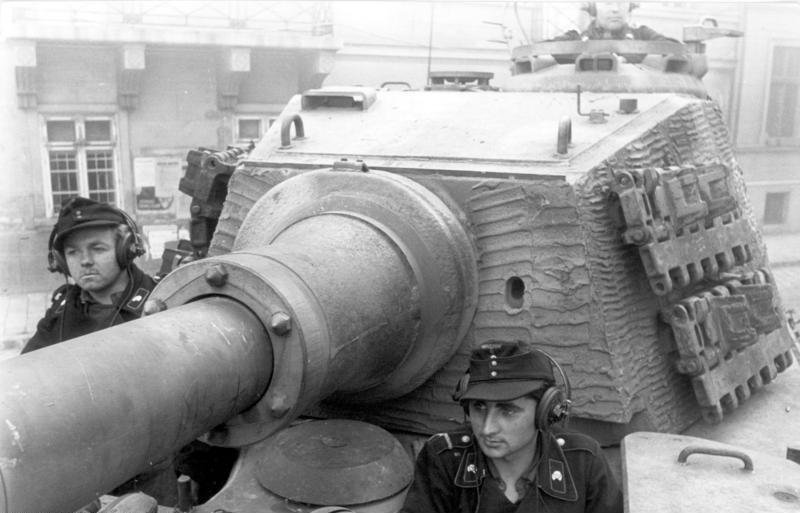
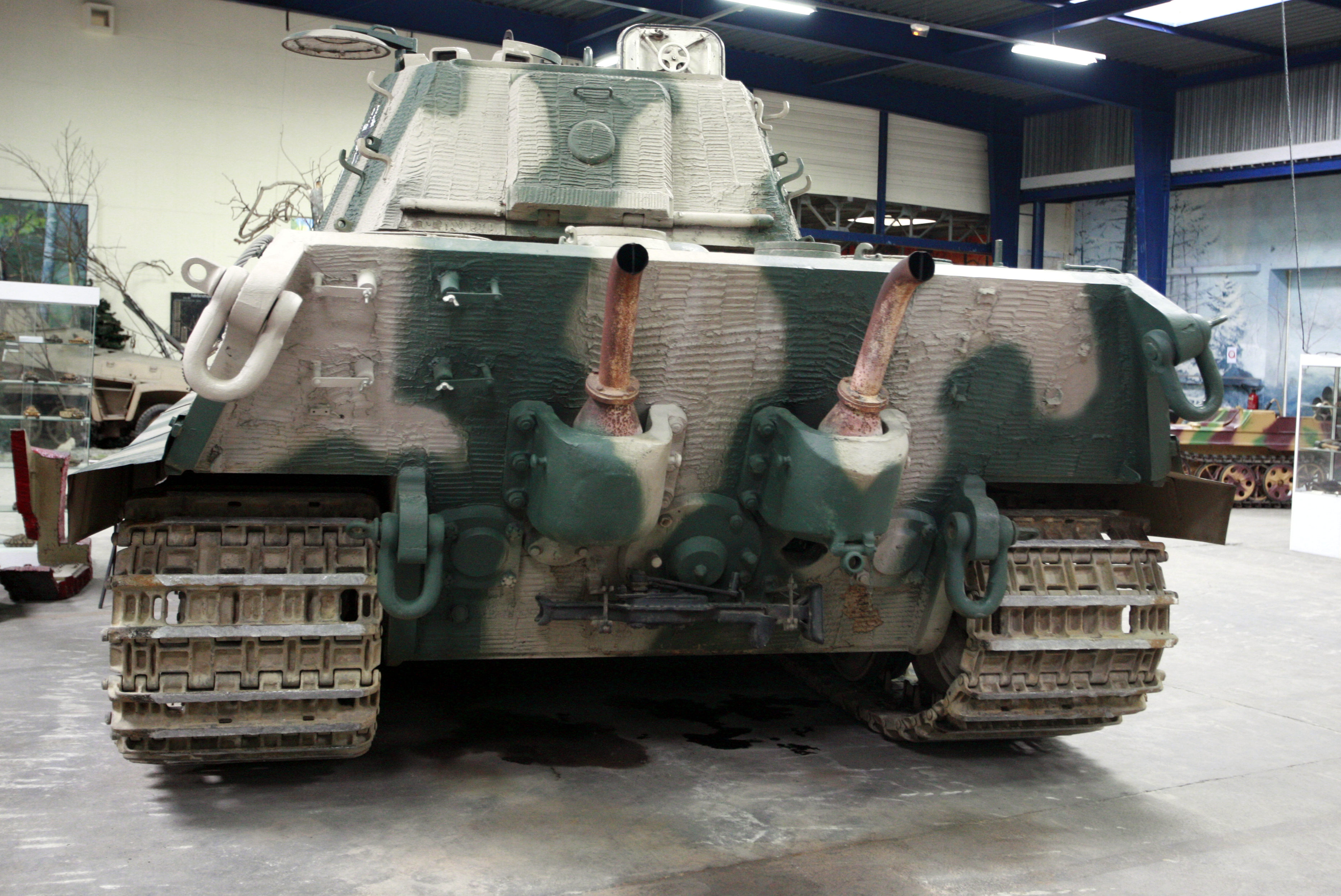
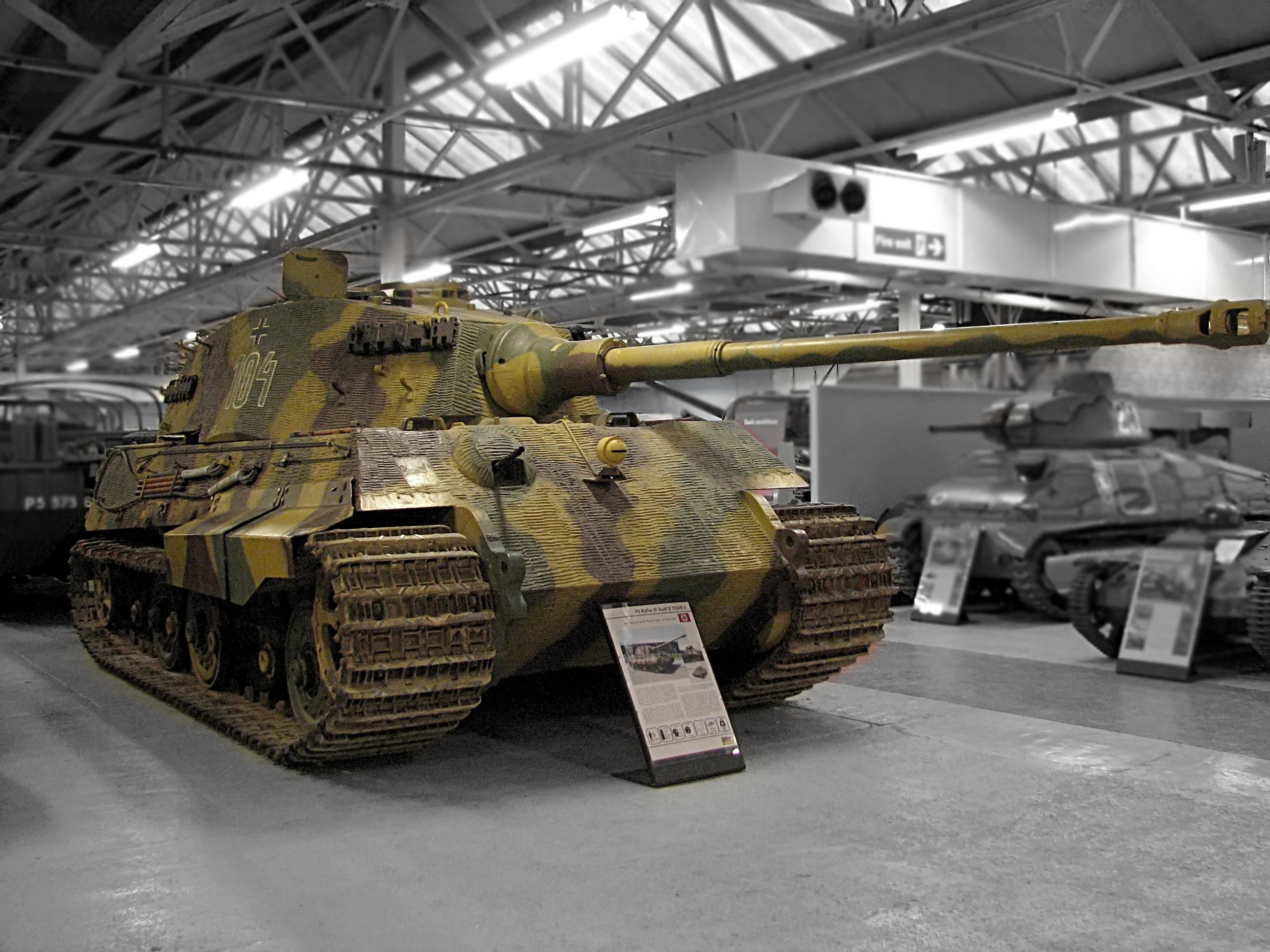
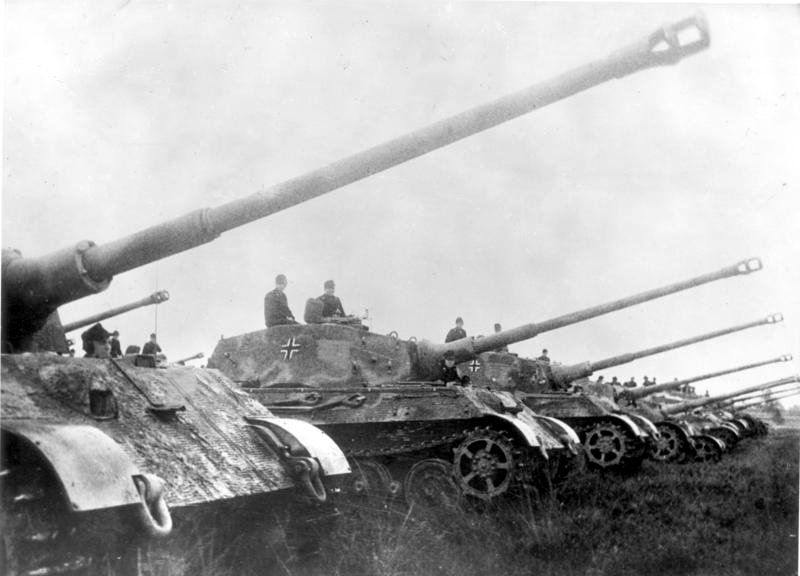
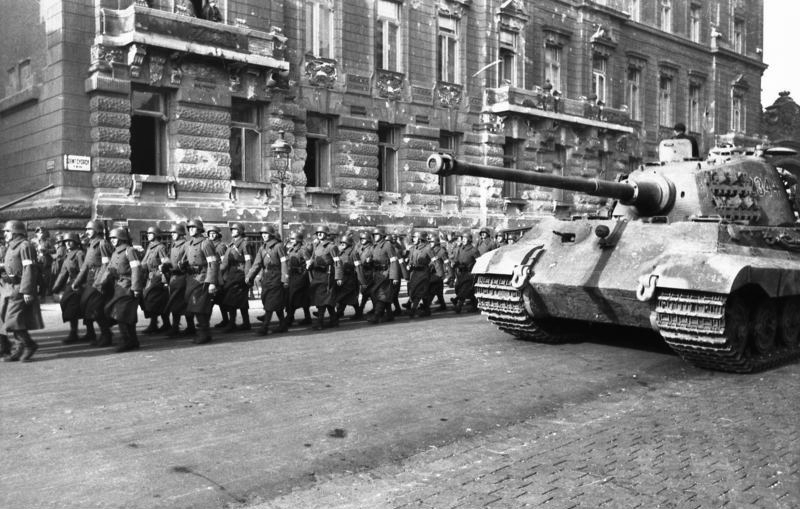

## مشخصات فنی
| وزن (تن) | ابعاد (م‌م) | ابعاد (م‌م) | ابعاد (م‌م) | زره (م‌م) | زره (م‌م) | توان (اسب بخار) | سرعت در جاده (کیلومتر بر ساعت) |
| وزن (تن) | طول        | عرض        | ارتفاع     | جلو      | اطراف    | توان (اسب بخار) | سرعت در جاده (کیلومتر بر ساعت) |
| -------- | ---------- | ---------- | ---------- | -------- | -------- | --------------- | ------------------------------ |
| ۶۸       | ۱۰٫۳       | ۳٫۷۶       | ۳٫۰۸       | ۱۸۰      | ۸۰       | ۷۰۰             | ۳۵                             |